# Virginio Gayda
Virginio Gayda, född 12 augusti 1885, död 14 april 1944, var en italiensk journalist och politiker.
Efter studier vid Turins universitet blev Virginio Gayda 1908 medarbetare i tidningen La Stampa. Han var korrespondent vid fronterna under balkankrigen och intresserade sig för Österrikes expansion mot sydöst. Gayda arbetade för Italiens inträde på ententens sida i första världskriget, hade en del diplomatiska uppdrag, bland annat i Ryssland, där han 1915–1918 var korrespondent för Corriere della sera och Il Messaggero. 1919 deltog han som medlem av italienska kommissioner till Sverige och England för utväxling av krigsfångar. 1921–1926 var han redaktör för Il Messaggero och blev 1926 chefredaktör för Giornale dTtalia. Gayda, som var en framstående skribent och en av Italiens främsta kännare av den samtida utrikespolitiken, kom snart att framstå för många som den främste talespersonen i pressen för den fascistiska regeringens utrikespolitik och Mussolinis speciella språkrör. Efter Mussolinis avsättning i juli 1943 fick Gayda lämna chefskapet för Giornale dTtalia. Bland hans skrifter i utrikespolitiska ämnen märks främst La Germania contra la Francia (1922), Costruzione dell'impero (1936) och I quattro anni del Terzo Reich (1938).